# Seetaalhtciichow-kaiyaah
Seetaalhtciichow-kaiyaah (Set'ahlchicho-kaiya; ili "pestle red large people").- jedna od bandi u savezu s Kekawaka Indijancima, porodica Athapaskan, nastanjenih u 19. stoljeću sjeverno od bande Daa'lhsow-kaiyaah na ili blizu Jewett Rocka u Kaliforniji. 
Goddard ih naziva prijateljima daLsokaiya i Kekawaka Indijanaca. 